# Barbara Eden

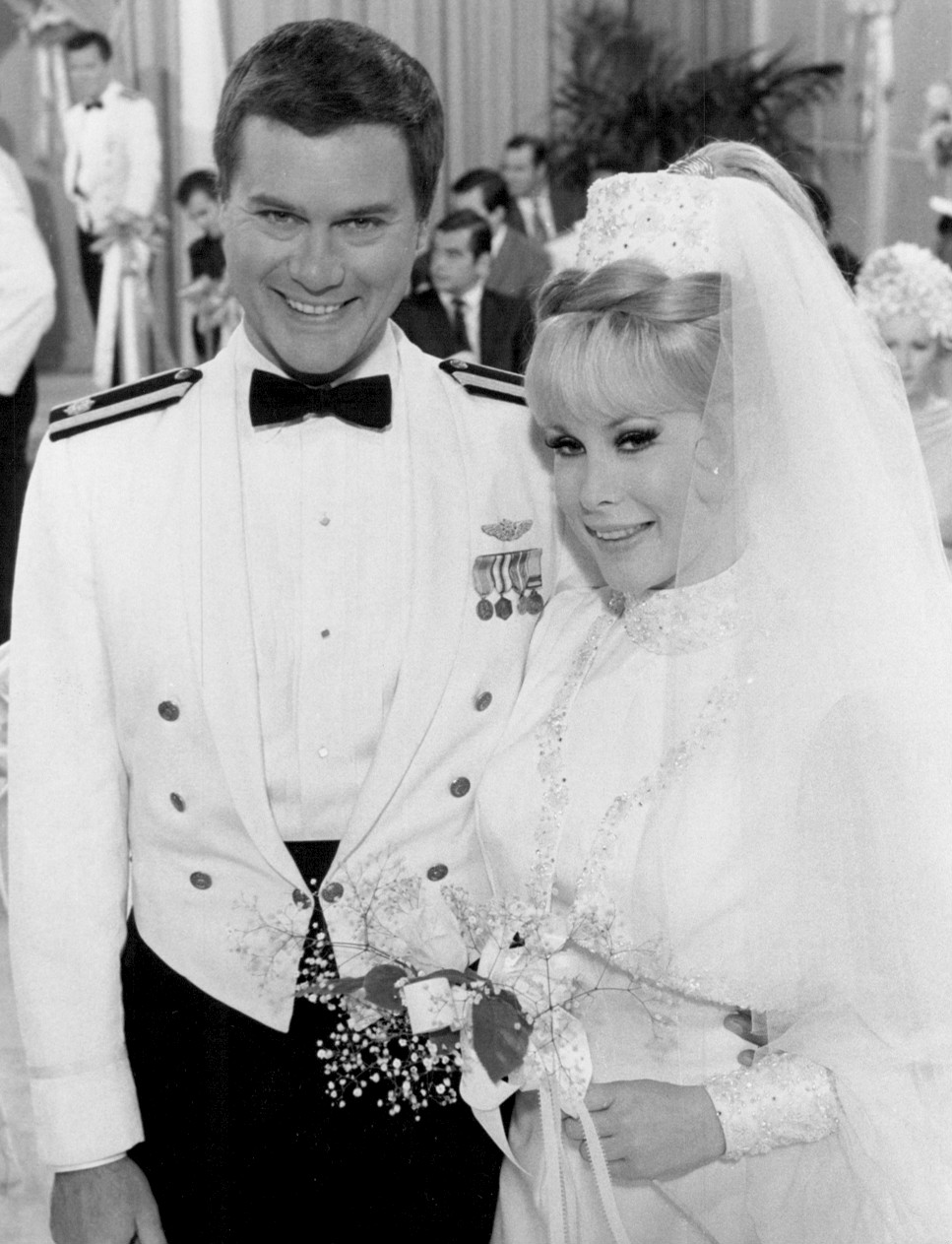
Larry Hagman és Barbara Eden (1969)

Barbara Eden (Barbara Jean Morehead) (Tucson, Arizona, 1931. augusztus 23. –) amerikai színpadi és televíziós színésznő, komikus és énekes. Legismertebb főszerepe a Jeannie, a háziszellem című vígjátéksorozatban volt. 1949-ben San Franciscóban szépségkirálynőnek választották.

## Filmjei
- Mindig és mindörökké (Egymásra találva) (2009)
- Katonafeleségek (2007)
- Bazi nagy latin lagzi (2003)
- Sabrina, a tiniboszorkány (2002–2003)
- A Brady család 2. (1996)
- Tíz kicsi áldozat (1996)
- Eyes of Terror (1994)
- Visions of Murder (1993)
- Pajkos szellem kalandjai (1991)
- Hell Hath No Fury (1991)
- Katonacsizmában a mamám (1989)
- Chattanooga Choo Choo (1984)
- The Woman Hunter (1972)
- Jeannie, a háziszellem (1965–1970)
- Dr. Lao hét arca (1964)
- Igaz mese a Grimm testvérekről (1962)
- Utazás a tenger mélyére (1961)
- Lángoló csillag (1960)
- From the Terrace (1960)
- Elrontja Rock Huntert a siker? (1957)